# Rolandas Paksas
Rolandas Paksas (Telšiai, 1956. június 10. –) 2003–2004 között Litvánia elnöke. Litvániában az elnök mandátuma öt évre szól, azonban Paksast korrupciós ügyek miatt a parlament alkotmányos vádemelési eljárás során elmozdította hivatalából. Leváltása után tisztét ideiglenesen a parlament házelnöke, Artūras Paulauskas töltötte be. Új választást írtak ki, amelyet elődje, Valdas Adamkus nyert meg, és így elkezdhette második hivatali ciklusát.

## Politikai karrierje
Paksas 1997-ben lett a főváros, Vilnius polgármestere a konzervatív Haza Szövetség színeiben. Nem sokkal később miniszterelnök lett, bár csak öt hónapig töltötte be ezt a tisztet. Távozása után pártot váltott, és a Litván Liberális Szövetséget 2000-ben győzelemre vitte a választásokon. Hét hónap után azonban ismét távozni kényszerült a miniszterelnöki székből, mivel kormánya felbomlott. Ekkor pártja romjain új alakulatot hívott életre Liberális Demokrata Párt néven, melynek jelöltjeként győzött a 2002-es elnökválasztáson.

## Elmozdítása az elnöki székből
Rolandas Paksast a litván parlament alkotmányos vádemelési eljárás keretében 2004 áprilisában elmozdította tisztségéből. Ennek kiváltó oka a nevéhez fűződő botrány volt: törvénytelenül adott litván állampolgárságot egy kétes hírű orosz üzletembernek, Jurij Boriszovnak, aki támogatta az elnökválasztási kampányát. Az alkotmánybíróság ezzel együtt három vádpontban találta bűnösnek, melyeket a parlament is megszavazott.